# 고고 인플라이트 인터넷
고고 인플라이트 인터넷(Gogo Inflight Internet) 또는 줄여서 고고(Gogo Inc.)는 콜로라도주 브룸필드에 본사를 두고 있는 미국의 기내 광대역 인터넷 서비스 및 비즈니스 항공기용 기타 연결 서비스 제공업체이다. 고고 LLC 자회사를 통해 고고는 이전에 상업비행 사업이 2020년 12월 인텔샛(Intelsat)에 4억 달러에 매각될 때까지 17개 항공사에 기내 와이파이를 제공했다. 고고에 따르면 2,500대 이상의 상업용 항공기와 6,600대의 비즈니스 항공기에 기내 와이파이 서비스가 장착되었다. 이 회사는 2015년에 출시된 새로운 기내 위성 기반 와이파이 기술인 2Ku의 개발사이다.